# Jer (ptak)
Jer, zięba jer (Fringilla montifringilla) – gatunek małego ptaka wędrownego z rodziny łuszczakowatych (Fringillidae). Zamieszkuje Eurazję, zimą także północną Afrykę. Nie wyróżnia się podgatunków. Nie jest zagrożony.

## Występowanie

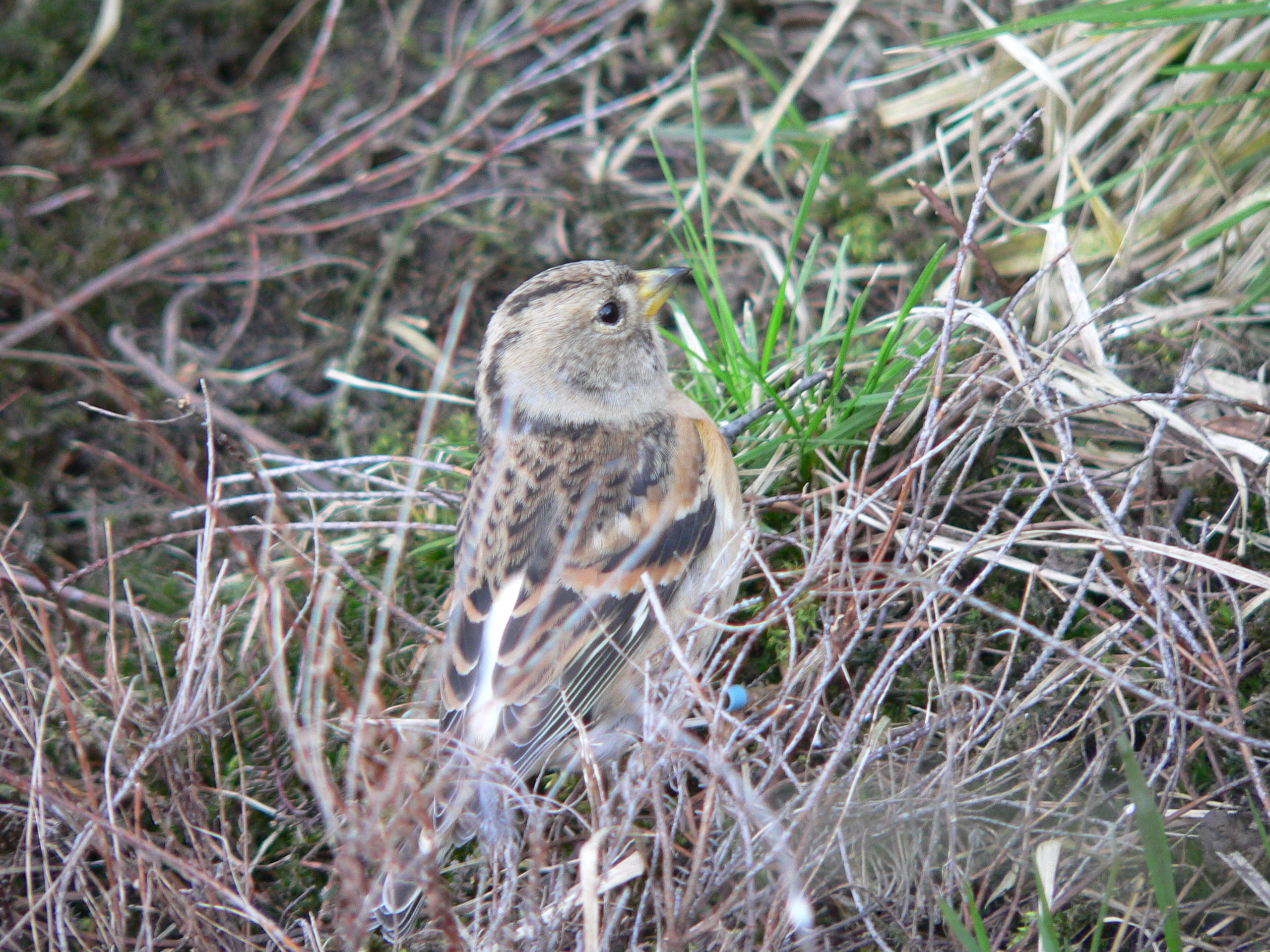
Samica jera

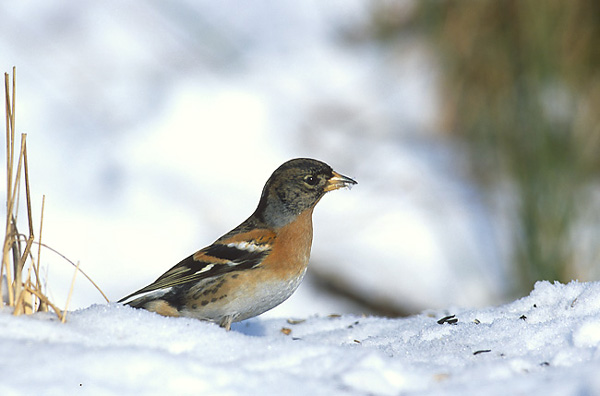
Samiec w szacie godowej w kwietniu

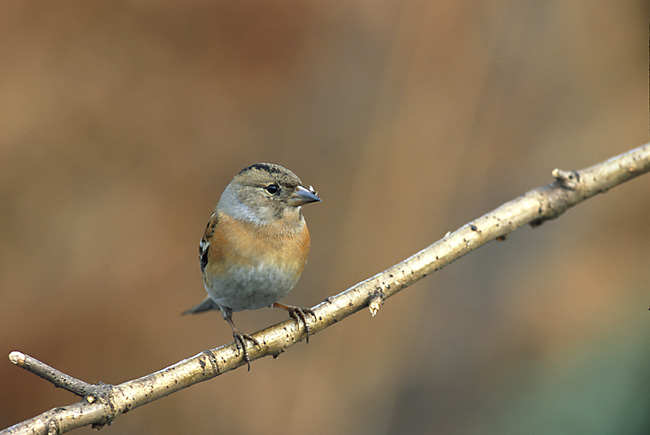
W okresie lęgowym jery polują na owady

Zamieszkuje północną część Wysp Brytyjskich oraz pas od Półwyspu Skandynawskiego i Estonii po Kamczatkę. Zimuje w pasie klimatów umiarkowanych i podzwrotnikowych Europy i Azji oraz w Afryce Północnej. Niewielka liczba osobników ze Skandynawii jest osiadła i nie migruje. W odróżnieniu od powszechnie występującej zięby zwyczajnej, jery w Europie (poza jej północną częścią) pojawiają się tylko poza okresem lęgowym. Jest to bowiem typowy mieszkaniec lasów iglastych i liściastych o charakterze tajgi. Prowadzi tam podobny tryb życia do zięby, która z kolei w tych wyższych szerokościach geograficznych nie gniazduje. W niektórych latach jesienne migracje przybierają rozmiary inwazji, której celem jest Europa Zachodnia i Środkowa. Ma ona miejsce zwłaszcza w czasie obfitego owocowania drzewostanów bukowych. W niektórych regionach to ptak częściowo wędrowny. Masowe pojawy w czasie wędrówek jerów budziły radość u ptaszników, którzy łapali je w celach kulinarnych. Rzadziej niż inne ptaki śpiewające natomiast hodowano jery w klatkach. Wynikało to z tego, że twarde wabienie i śpiew dla człowieka nie brzmią zbyt melodyjnie.
W Polsce licznie i regularnie pojawia się podczas przelotów (od marca do maja i od września do listopada) i nielicznie (choć liczebność co roku może być bardzo zmienna) zimuje w zachodniej i południowej części kraju. Spotykany również w sezonie lęgowym, choć jak dotąd brak dowodów na gniazdowanie.

## Charakterystyka gatunku

### Cechy gatunku
Dymorfizm płciowy wyraźnie widoczny w okresie lęgowym, poza nim słabo. Mały, krępy ptak, o dużej głowie i dziobie i krótkim ogonie. We wszystkich szatach ma biały kuper (u juv. żółtawy) i pomarńczowe gardło, pierś i małe pokrywy naskrzydłowe oraz biały brzuch z ciemnymi kropkami, a także ciemne skrzydła z biało-żółtym rysunkiem i czarna tęczówkę. Samiec w szacie godowej ma grzbiet, kark, głowę i dziób czarne. Małe pokrywy naskrzydłowe, pierś i gardło intensywnie pomarańczowe. Samica ma dużo mniej intensywny pomarańcz na ciele, głowę ma szaro-brązową z  czarnymi pasami na karku, a także żółty, ciemno zakończony dziób. Poza tym pokrywy skrzydłowe kreskowane, a grzbiet brązowy, kreskowany (nie czarny, jak u samca w szacie godowej). Samiec w szacie spoczynkowej jak samica, ale ma intensywniejszy pomarańcz, niekreskowane pokrywy i czarniawą głowę. Ptaki młode w szacie juwenalnej mają żółtawy kuper, a młode samce mają często czarne plamki na pomarańczowych małych pokrywach naskrzydłowych.
| długość ciała | rozpiętość skrzydeł | długość ogona | masa ciała |
| ------------- | ------------------- | ------------- | ---------- |
| 14–16 cm      | 25–26 cm            | 5,5–7 cm      | 17–35 g    |

### Zachowanie
Gatunek płochliwy.

### Głos
Gdy jery są zaniepokojone lub w czasie przelotów, bez przerwy wabią się charakterystycznym „jerr kwek”.

## Biotop
Różne typy lasów, otwarte bory iglaste i mieszane, grądy, górskie brzeziny, zadrzewienia, jesienią i zimą żeruje na polach, tworząc stada sięgające kilkudziesięciu osobników (rzadziej kilkaset i więcej). Na przelotach widywany zwłaszcza w lasach bukowych w pobliżu otwartych pól uprawnych.

## Okres lęgowy

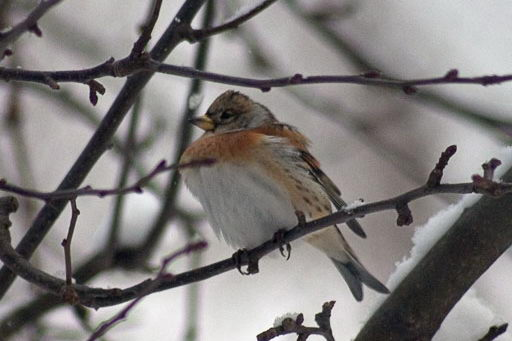
Jery zimują głównie w zachodniej Polsce

### Gniazdo
Na różnych gatunkach drzew iglastych i liściastych, zawsze dobrze zamaskowane. Jest to misternie uwita czarka z porostów, mchów, trawy, korzonków, wrzosów, okruchów kory. Wyścielenie stanowi puch roślinny, pióra, trawa, włosie, a czasem i papier. Umieszczone jest wysoko nad ziemią, w rozwidleniu gałęzi lub przy pniu. W porównaniu z gniazdem zięby konstrukcja jera jest, choć podobna, większa i luźniej zbudowana. 

### Jaja
W ciągu roku wyprowadza jeden lęg, składając w maju–lipcu 3–8 zielonkawych jaj.

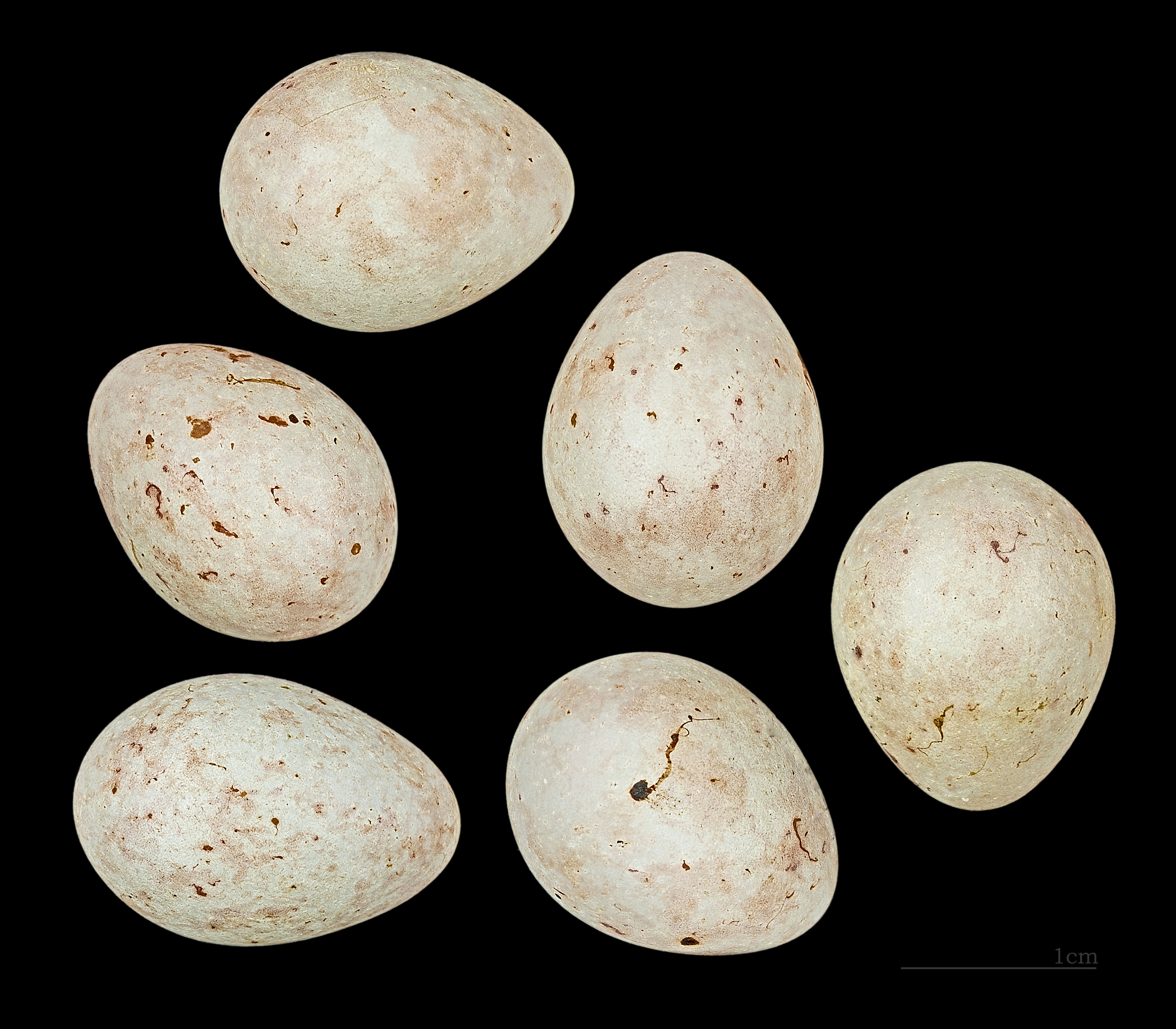
Jaja

### Wysiadywanie
Jaja wysiadywane są przez okres 11–12 dni przez samicę. Potomstwo opuszcza gniazdo po 13–14 dniach. Jery unikają ostrych północnych zim. Gdy tylko młode się usamodzielnią, ptaki opuszczają swe tereny lęgowe i wędrują w obszary, gdzie mogą znaleźć więcej ulubionych nasion.

## Pożywienie

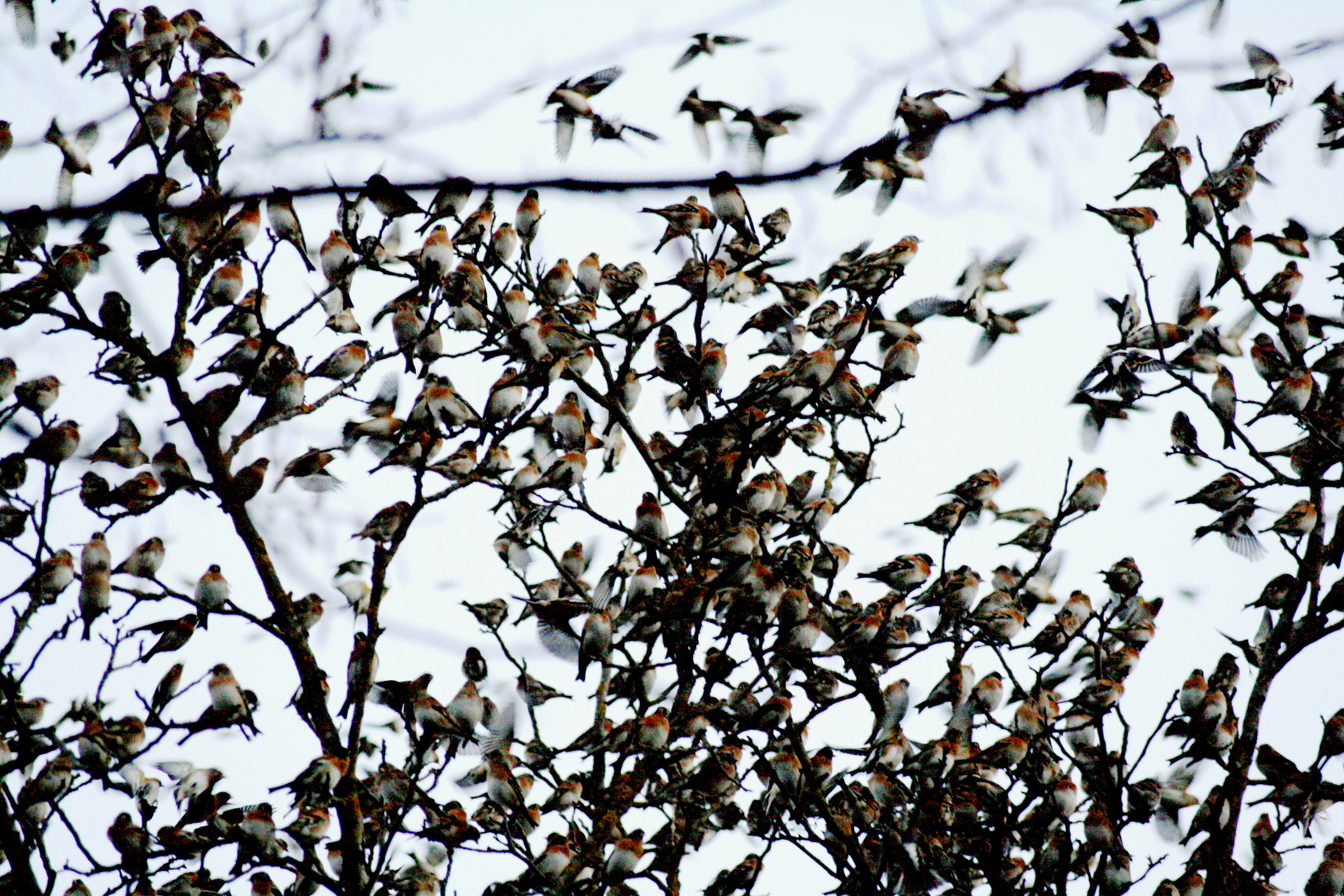
Część czteromilionowego stada jerów, obserwowanego w styczniu 2009 w Lödersdorfie w austriackiej Styrii

W swej ojczyźnie je owady i inne bezkręgowce (karmi nimi również pisklęta), w okresie jesienno-zimowym również nasiona roślin i jagody, np. ziarna prosa, słonecznika, konopi, rzepaku, rzepiku, jarzębiny i kukurydzy. 
Nie wykazuje specjalnych wymagań pokarmowych. Najchętniej zjada jednak orzeszki bukowe. Na stanowiskach, gdzie one występują, pozostają tak długo, aż się skończą. Wygłodniałe małe stado, które na swej drodze napotka buczyny, nie zdradza swojej obecności śpiewem lub zawołaniami. Słychać tylko pękanie łupin orzeszków i ich spadanie na ziemię. W okresie lęgowym żeruje w lesie, poza nim na terenach rolniczych. Zimą rzadko odwiedza karmniki. Wynika to też z wyjątkowej ostrożności, jaką zachowuje ten ptak. Gdy wróble, mazurki czy dzwońce pożywiają się, mogą przepłaszać jery.

## Status i ochrona
IUCN uznaje jera za gatunek najmniejszej troski (LC, Least Concern) nieprzerwanie od 1988 (stan w 2020). Liczebność światowej populacji szacuje się na 120–200 milionów dorosłych osobników. Trend liczebności populacji uznawany jest za spadkowy.
Na terenie Polski gatunek ten jest objęty ścisłą ochroną gatunkową.